# Jowita Wrzesień
Jowita Maria Wrzesień (8 de diciembre de 1993) es una deportista polaca que compite en lucha libre.
Ganó una medalla de bronce en el Campeonato Mundial de Lucha de 2022 y una medalla de plata en el Campeonato Europeo de Lucha de 2022, en la categoría de 59 kg.

## Palmarés internacional
| Campeonato Mundial | Campeonato Mundial | Campeonato Mundial | Campeonato Mundial |
| Año                | Lugar              | Medalla            | Categoría          |
| ------------------ | ------------------ | ------------------ | ------------------ |
| 2022               | Belgrado (Serbia)  | Medalla de bronce  | 59 kg              |
| Campeonato Europeo |                    |                    |                    |
| Año                | Lugar              | Medalla            | Categoría          |
| 2022               | Budapest (Hungría) | Medalla de plata   | 59 kg              |